# Glenea argyrostetha
Glenea argyrostetha är en skalbaggsart som beskrevs av Aurivillius 1907. Glenea argyrostetha ingår i släktet Glenea och familjen långhorningar. Inga underarter finns listade i Catalogue of Life.